# Чэнь Вэньцин
Чэнь Вэньцин (кит. упр. 陈文清, пиньинь Chen Wenqing; род. в январе 1960) — государственный деятель КНР, глава Политико-юридической комиссии ЦК КПК с 28 октября 2022 года. Член Политбюро и Секретариата ЦК КПК 20-го созыва.
Член КПК с 1983 года, член ЦК КПК. Министр государственной безопасности (2016-2022).

## Биография
Родился в провинции Сычуань, в 1984 году окончил Юго-Западный университет политологии и права в Чунцине, после чего работал в органах общественной безопасности. В 1992—1994 годах возглавлял отдел полиции города Лэшань, с января 1998 года занимал должность заместителя генерального секретаря правительства провинции Сычуань. В 2002—2006 годах был прокурором провинции Сычуань.
С 2006 года — член Постоянного комитета КПК провинции Фуцзянь, провинциальной комиссии по проверке дисциплины, на XVII съезде КПК в октябре 2007 года избран в состав Центральной комиссии по проверке дисциплины. В 2011—2012 годах — заместитель секретаря провинциального комитета КПК провинции Фуцзянь.
В апреле 2015 избран секретарём партийной организации министерства государственной безопасности. С 7 ноября 2016 года по 30 октября 2022 года — министр государственной безопасности.
В октябре 2022 года вошёл в состав Политбюро ЦК КПК 20-го созыва, стал членом Секретариата ЦК КПК. 28 октября того же года сменил Го Шэнкуня на посту главы Политико-юридической комиссии ЦК КПК.